# Альтман, Джозеф
Джозеф Альтман — американский нейробиолог известный как первооткрыватель нейрогенезa у взрослых.

## Биография
Родился в Венгрии в еврейской семье.
Пережил Холокост.
Мигрировал со своей семьей через Германию и Австралию в Соединенные Штаты.
Искал работу библиотекаря и использовал эту возможность, читая книги о психологии, человеческом поведении, психоанализе и строении человеческого мозга.
Женился на своей первой жене Элизабет Альтман в Нью-Йорке.
Стал аспирантом по психологии в лаборатории Ханса-Лукаса Тойбера, получив степень доктора философии.
В 1959 году окончил Нью-Йоркский университет.
Был постдоком в Колумбийском университете, затем в Массачусетском технологическом институте
и, наконец, в Университете Пердью.
На протяжении своей карьеры он тесно сотрудничал со своей второй женой Ширли А. Байер.

## Вклад
С начала 1960-х по 2016 год он опубликовал множество статей, в которых уделял особое внимание процессам развития анатомии и функций мозга.
Открытие нейрогенеза у взрослых
В 1960-х годах открыл нейрогенез у взрослых, то есть появление новых нейронов в мозге взрослого человека..
Его исследование показало миграцию нейронов, то есть происхождение неокортикальных нейронов из зоны делящихся клеток, выстилающих желудочки головного мозга плода, и миграцию из желудочковой зоны во внешнюю кору по специальным направляющим, известным как радиальная глия.
В 1980 году, совместно с Стивеном Петерсеном и Джимом Бейкером, обнаружил, что большинство нейронов в зоне V4 очень чувствительны к размерам стимула, причем некоторые нейроны предпочитают крошечные точки, в то время как другие предпочитают длинные прямоугольники.(стр.134).
Его результаты были в значительной степени проигнорированы в пользу выводов Паско Ракича о том, что нейрогенез ограничен внутриутробным развитием.
К концу 1990-х годов произошел сдвиг парадигмы.
То, что мозг может создавать новые нейроны даже во взрослом возрасте, было переоткрыто Элизабет Гулдом в 1999 году.
Недавно было доказано, что нейрогенез у взрослых людей происходит в зубчатой извилине, обонятельной луковице и полосатом теле благодаря измерению содержания углерода-14, уровень которого менялся во время испытаний ядерной бомбы на протяжении 20—го века, в посмертном мозге человека.
Сравнение развития нервной системы различных видов
Альтман провел тщательный анализ эволюции мозга, сравнив нервные системы нескольких видов.
Этот анализ внес вклад в сравнительную психологию и теорию эволюции мозга.

## Признание
- Премия принца Астурийского за технические и научные исследования 2011 года.[8]
- Международная премия в области биологии 2012 года